# Enoplognatha selma
Enoplognatha selma is een spinnensoort in de taxonomische indeling van de kogelspinnen (Theridiidae).
Het dier behoort tot het geslacht Enoplognatha. De wetenschappelijke naam van de soort werd voor het eerst geldig gepubliceerd in 1946 door Ralph Vary Chamberlin  & Wilton Ivie.